# Rosendo Álvarez Gastón
Rosendo Álvarez Gastón (Mues, Navarra 10 de agosto de 1926 - Almería, Almería 3 de febrero de 2014) fue un obispo católico español.

## Biografía
Nació en Mues (Navarra) el 10 de agosto de 1926. 
Cursó los  estudios  eclesiásticos en el ´seminario  conciliar de  Pamplona  (1939-1951). 

### Sacerdocio
Fue ordenado sacerdote el 22 de julio de 1951. Diplomado en la Escuela de Formación de Directores de Ejercicios Espirituales en Vitoria (curso 1954-55), y doctor en Teología Moral por el Alfonsianum de Roma (años 1970-75).
Fue párroco de Leache, Navarra (1951-55); director de la Casa de Ejercicios “Virgen de la Cinta”, Huelva (1955-62); director espiritual del Seminario Mayor de Huelva de 1962 a 1965. 
- Rector del Seminario  Diocesano  de  Huelva (1965-70).
- Párroco de Almonte y capellán del Santuario de Ntra. Señora del Rocío (1972-77).
- Delegado diocesano del Clero (1974-76).
- Profesor de Religión del Instituto de Almonte (1972-77).
- Capellán del Colegio del Santo Ángel (1977-1984).
- Profesor de Religión del Instituto La Rábida (Huelva).
- Vicario general del Obispado de Huelva (1977-84).

## Episcopado

### Obispo de Jaca
El 21 de noviembre de 1984 fue nombrado obispo de Jaca. Recibió la ordenación episcopal el 12 de enero de 1985. 

### Obispo de Almería
El 12 de mayo de 1989 fue nombrado obispo de Almería, tomando posesión de la sede el 15 de junio.
En la Conferencia Episcopal Española fue presidente de la Comisión Episcopal de Liturgia entre los años 1990 y 1996.

#### Renuncia
El 15 de abril de 2002 fue aceptada su renuncia al gobierno pastoral de la diócesis de Almería tras haber cumplido los 75 años de edad. Ejerció de administrador apostólico de dicha sede hasta el 7 de julio.
Falleció el 3 de febrero de 2014.